# Wólka Szlachecka
Wólka Szlachecka (deutsch Adlig Wolka, 1938 bis 1945 Adlig Wolken) ist ein Ort in der polnischen Woiwodschaft Ermland-Masuren. Er gehört zur Gmina Jeziorany (Stadt-und-Land-Gemeinde Seeburg) im Powiat Olsztyński (Kreis Allenstein).

## Geographische Lage
Wólka Szlachecka liegt in der nördlichen Mitte der Woiwodschaft Ermland-Masuren, 27 Kilometer westlich der früheren Kreisstadt Rößel (polnisch Reszel) bzw. 34 Kilometer nordöstlich der heutigen Kreismetropole und auch Woiwodschaftshauptstadt Olsztyn (deutsch Allenstein).

## Geschichte
1379 ist das Gründungsjahr des kleinen Ortes Wolk, der vor 1785 Wolka und nach 1912 Adlig Wolka (mit Zusatzbezeichnung) genannt wurde. Er bestand aus einem großen Hof. 1785 wurde Wolka als adliges Bauerndorf mit acht Feuerstellen erwähnt, 1820 ebenfalls, dann aber mit sieben Feuerstellen bei 44 Einwohnern.
Im Jahre 1874 wurde Wolka Teil des neuen Amtsbezirks Frankenau (polnisch Franknowo) im ostpreußischen Kreis Rößel.
1885 waren 51 Einwohner in Wolka registriert, 1910 waren es bereits 76, und ebenso viele im Jahre 1933.
Aus politisch-ideologischen Gründen der Abwehr fremdländisch klingender Ortsnamen wurde Adlig Wolka am 3. Juni – offiziell bestätigt am 16. Juli – 1938 in „Adlig Wolken“ umbenannt. Die Zahl der Einwohner belief sich 1939 auf 64.
Als 1945 in Kriegsfolge das gesamte südliche Ostpreußen an Polen fiel, erhielt Adlig Wolken die polnische Namensform „Wólka Szlachecka“'. Heute ist das Dorf Teil der Stadt-und-Land-Gemeinde Jeziorany (Seeburg) im Powiat Olsztyński (Kreis Allenstein), von 1975 bis 1998 der Woiwodschaft Olsztyn, seither der Woiwodschaft Ermland-Masuren zugehörig.

## Kirche
Bis 1945 war Adlig Wolka resp. Adlig Wolken in die evangelische Kirche Seeburg (Ostpreußen) (polnisch Jeziorany) in der Kirchenprovinz Ostpreußen der Kirche der Altpreußischen Union, außerdem in die römisch-katholische Kirche Frankenau im damaligen Bistum Ermland eingepfarrt.
Heute gehört Wólka Szlachecka auch zur römisch-katholischen Pfarrei Franknowo, die jetzt dem Dekanat Lidzbark Warmiński (Heilsberg) im Erzbistum Ermland zugeordnet ist. Die evangelischen Einwohner orientieren sich zur Christus-Erlöser-Kirche Olsztyn (Allenstein) in der Diözese Masuren der Evangelisch-Augsburgischen Kirche in Polen.

## Verkehr
Wólka Szlachecka ist über eine Nebenstraße von Franknowo (Frankenau) aus zu erreichen. Eine Bahnanbindung besteht nicht mehr. Von 1899 bis 1944 und 1950 bis 1996 (Personenverkehr) bzw. nach 2000 (Güterverkehr) war Frankenau resp. Franknowo die nächste Bahnstation. Sie lag an der inzwischen aufgegebenen und demontierten Bahnstrecke (Königsberg (Pr)–) Zinten–Rothfließ (–Niedersee–Johannisburg). 